# 1964年1月14日日食
1964年1月14日日食是一次日偏食，發生於1964年1月14日（東半球大多為1月15日）。新月當天（即朔日），地球上觀測到月球和太阳的角距離極小，此時月球如果恰好在月球交點附近，穿過太阳和地球之間，與地球、太阳接近一直線，則會出現日食。由於月球偏北或偏南，本影及偽本影從地球以北或以南經過而未接觸地表，只有半影覆蓋了地球北端或南端部分區域，形成日偏食。此次日偏食月球偏南，出現在南极洲的絕大部分、南美洲南端及周邊部分地區。
通常每年有2次日食，而1964年共有4次，全都是日偏食。本次日食是其中第一次。

## 日食概況

### 出現區域
本次日偏食可在南极洲除靠近南非的海岸附近極小區域以外的絕大部分，及澳大利亚塔斯馬尼亞州南端、巴塔哥尼亞南部、福克兰群岛、南乔治亚和南桑威奇群岛看到。其中國際日期變更線以東的南美洲部分在1月14日看到日食，以西的澳大利亚部分在1月15日看到日食。而南极洲無確定时区，或在1月14日，或在1月15日，部分處於極晝的地區日食從1月14日深夜持續到1月15日凌晨。

### 基本參數
- 類型：日偏食
- 食分最大處（位於南极洲毛德皇后地東北部海岸以內約13公里）資料：
  - 時間：1964年1月14日20:29:33
  - 地點：68°12′S 43°06′E / 68.2°S 43.1°E
  - 食分：0.5591（日食帶內最大）[3]

## 相關的日食

### 1961-1964年的日食
月球交替位於相對的月球交點時，以半個交點年（食年），即約177天又4小時間隔出現下列日食。
| 降交點                                                         | 降交點                   |          | 升交點                  | 升交點 |
| 沙羅周期                                                       | 地圖                     | 沙羅周期 | 地圖                    |        |
| 120                                                            | 1961年2月15日 全食       | 125      | 1961年8月11日 環食      |        |
| 130                                                            | 1962年2月5日 全食        | 135      | 1962年7月31日 環食      |        |
| 140                                                            | 1963年1月25日 環食       | 145      | 1963年7月20日 全食      |        |
| 150                                                            | 1964年1月14日 偏食（南） | 155      | 1964年7月9日 偏食（北） |        |
| 註：1964年6月10日和1964年12月4日的日偏食屬於下一組交點年系列。 |                          |          |                         |        |

### 沙羅周期
沙羅周期長度為18年11天。本次日食屬於沙羅序列150，共包含71次日食，依次為1729年8月24日至2108年4月11日的22次日偏食、2126年4月22日至2829年6月22日的40次日環食、2847年7月3日至2991年9月29日的9次日偏食，總共歷時1262.11年。本序列無日全食。
下表列舉了1901年至2100年間發生的屬於該序列的日食，是第11至21次：
| 11             | 12             | 13           |
| -------------- | -------------- | ------------ |
| 1909年12月12日 | 1927年12月24日 | 1946年1月3日 |
| 14             | 15             | 16           |
| 1964年1月14日  | 1982年1月25日  | 2000年2月5日 |
| 17             | 18             | 19           |
| 2018年2月15日  | 2036年2月27日  | 2054年3月9日 |
| 20             | 21             |              |
| 2072年3月19日  | 2090年3月31日  |              |

## 資料來源
1. ↑  樊忠玉. . 中国天文科普网.   [2016-03-22]. （原始内容存档于2014-09-17）.
2. ↑  Fred Espenak. . NASA Eclipse Web Site.   [2016-03-22]. （原始内容存档于2020-10-28）.（英文）
3. ↑  Fred Espenak. . NASA Eclipse Web Site.   [2016-03-22]. （原始内容存档于2020-10-22）.（英文）
4. ↑  Fred Espenak. . NASA Eclipse Web Site.（英文）

## 外部連結
- NASA日食專頁（页面存档备份，存于）（英文）
- 可見區域圖和時間統計：由弗雷德·埃斯佩納克做出的日食預報，NASA/GSFC
  - 貝塞爾元素

| \| \| 日食 \|                             |                              |                                           |
| 上一次日食： 1963年7月20日日食 （日全食） | 1964年1月14日日食 （日偏食） | 下一次日食： 1964年6月10日日食 （日偏食） |
| 上一次日偏食： 1960年9月20日日食          | 1964年1月14日日食 （日偏食） | 下一次日偏食： 1964年6月10日日食          |
|                                           | 日食                         |                                           |